# Jean-Marie Houben
Pour les articles homonymes, voir Houben.
Jean-Marie Houben  est un footballeur belge, né le 24 novembre 1966 à Liège (Belgique).

## Biographie
Débutant au Royal FC Liégeois, Jean-Marie Houben est devenu titulaire de l'équipe première en 1985. Les Sang & Marine évoluent alors en Division 1. Houben joue six saisons comme défenseur. Il a pour équipiers des personnalités telles que Jacky Munaron, Bernard Wégria ou Danny Boffin. Le club liégeois termine troisième du championnat en 1989 et remporte la Coupe de Belgique en 1990.
Houben intéresse également les sélectionneurs : il joue deux fois en équipe nationale en 1989.
À partir de 1991, le Liégeois joue à Anderlecht, où il reste deux saisons. Après avoir raté le titre en 1992 avec les Mauves, le défenseur est champion de Belgique en 1993.
Ensuite, il rejoint le champion d'Europe danois Lars Olsen, au RFC Sérésien, club qui vient de monter parmi l'élite. L'équipe très brillante pratique un football Champagne, termine troisième du championnat et participe à la Coupe de l'UEFA.

## Palmarès
- International en 1989 (2 matches)
- Champion de Belgique en 1993 avec RSC Anderlecht
- Vice-champion de Belgique en 1992 avec RSC Anderlecht
- 160 matches et 7 buts marqués en Division 1[3].
- Vainqueur de la Coupe de la Ligue Pro en 1986 avec le RFC Liège
- Finaliste de la Coupe de Belgique en 1987 avec le RFC Liège
- Vainqueur de la Coupe de Belgique en 1990 avec le RFC Liège
- Finaliste de la Supercoupe de Belgique en 1990 avec le RFC Liège